# Aranguren
Ne doit pas être confondu avec Villa Aranguren.
Aranguren est une ville et une municipalité de la Communauté forale de Navarre dans le Nord de l'Espagne. 
Elle est située dans la zone mixte de la province et à 3 km de sa capitale, Pampelune.
Le nombre d'habitants en 2004 était de 4 244 et 11 306 en 2020.

## Toponymie
La signification étymologique de Aranguren est belle vallée. (h)aran signifiant « vallée » en basque et guren, qui est déjà un mot basque ancien, qui signifie « luxuriant » ou « beau ».

## Communes
De par sa proximité avec la capitale de la province, Pampelune, elle fait partie de l'aire métropolitaine de celui-ci. Les communes et lieux suivants font partie de cette municipalité :
- Aranguren
- Góngora
- Ilundáin
- Labiano
- Laquidáin
- Mutilva Alta
- Mutilva-Baja
- Tajonar
- Zolina

## Démographie
| Évolution démographique                                   | Évolution démographique | Évolution démographique | Évolution démographique | Évolution démographique | Évolution démographique | Évolution démographique | Évolution démographique | Évolution démographique | Évolution démographique | Évolution démographique |
| 1996                                                      | 1998                    | 1999                    | 2000                    | 2001                    | 2002                    | 2003                    | 2004                    | 2005                    | 2006                    | 2007                    |
| --------------------------------------------------------- | ----------------------- | ----------------------- | ----------------------- | ----------------------- | ----------------------- | ----------------------- | ----------------------- | ----------------------- | ----------------------- | ----------------------- |
| 2 786                                                     | 3 241                   | 3 485                   | 3 746                   | 3 943                   | 4 244                   | 4 665                   | 5 263                   | 5 762                   | 6 133                   | 6 483                   |
| Sources: Aranguren et instituto de estadística de navarra |                         |                         |                         |                         |                         |                         |                         |                         |                         |                         |

## Transports en commun
Les lignes  17 22 25 N8 de Eskualdeko Hiri Garraioa desservent Mutiloa.

### Sources
- (es) Cet article est partiellement ou en totalité issu de l’article de Wikipédia en espagnol intitulé « Aranguren » (voir la liste des auteurs).